# Janusz Żmijewski
Janusz Henryk Żmijewski (ur. 4 marca 1943 w Radzyminie) – polski piłkarz.

## Kariera klubowa
Żmijewski karierę rozpoczynał w klubie Start Otwock. Z talentem, jaki przejawiał już wtedy w Otwocku, nie mógł zbyt długo pozostać w drużynie z niższej ligi. W wieku 17 lat dostrzegli go działacze Legii Warszawa. To w tej ekipie, w ciągu 12 lat odnosił największe sukcesy. W Ekstraklasie debiutował jako osiemnastolatek w meczu z Zawiszą Bydgoszcz. Dwukrotnie zdobywał Mistrzostwo Polski (1969 i 1970) oraz Puchar Polski (1964 i 1966). Grał również w Pucharze Mistrzów (11 meczów i 3 gole). W Legii zagrał w 300 oficjalnych meczach (z czego 236 w lidze) i strzelił 80 bramek (w lidze: 60). Ostatni występ Żmijewskiego w barwach stołecznego klubu miał miejsce w Warszawie 16 czerwca 1971 roku w ligowym meczu z Górnikiem Zabrze.
Po odejściu z Legii grał w takich klubach jak: Ruch Chorzów, Avia Świdnik, Polonia Warszawa, Pogoń Siedlce, Elektronik Piaseczno czy kanadyjskie Falcons Toronto, Polonia Toronto, Legion Hamilton i Polonia Missisauga.
Po zakończeniu kariery na stałe osiadł w Toronto.
14 listopada 2008 r. został włączony do Galerii Sław Legii.

## Kariera reprezentacyjna
W reprezentacji Polski debiutował 1 listopada 1965 w przegranym 1:6 meczu z reprezentacją Włoch. Rozegrał 15 meczów strzelając 7 bramek.